# Taisei Yokusankai

Taisei Yokusankai

Taisei Yokusankai (Kejserliga Styrets Assisterande Förening), var ett japanskt politiskt parti eller organisation som innehade regeringsmakten i Japan under andra hälften av andra kinesisk-japanska kriget och andra världskriget fram till krigsslutet, mellan 1940 och 1945. 

## Bakgrund och historik
Det skapades av premiärminister Fumimaro Konoe 12 oktober 1940 för att stödja hans nationalistiska shintaiseirörelse. Det kom att fungera som det regerande partiet i en totalitär enpartistat som de facto avskaffande demokratin med argumentet att dess fraktionalism och sekterism  gjorde nationen ineffektiv när den behövde vara som mest effektiv under krigstid. När det först bildades hyllades Konoe som Japans räddare efter flera års politisk lamslagning och kaos sedan 26 februari-incidenten.

## Ideologi
Partiet hade formellt sett ingen ideologi, eftersom det förklarade att politiska ideologier hade avskaffats och att dess egen policy helt enkelt var att vidta nödvändiga åtgärder för att effektivisera landet under krigstid. I praktiken var den dock militaristisk, nationalistisk och monarkistisk, något som framgick i dess åtgärder och de statliga organisationer det skapade.

## Politik
Redan 1938 hade den nationella mobiliseringslagen införts, och 1940 upplöstes slutligen det civila föreningssamhället. Strategiska industrier nationaliserades, och pressen och fackföreningarna lades under regeringens kontroll. 
Fackföreningar ersattes av den nationella inkallningsmyndigheten som gav regeringen möjlighet att inkalla civilister till krigstjänstgöring. 
Propagandaorganisationen Kokumin Seishin Sōdōin Undō organiserade massaktioner och liknande för att indoktrinera allmänheten i krigsansträngningen med nationalistiska slagord. 
Partiets manliga medlemmar mottog kakifärgade uniformer och mottog militärträning i Kokumin Giyū Sentōtai. 
Kvinnoföreningar upplöstes och vuxna gifta kvinnor gavs uppgifter i krigsansträngningen genom Dai Nippon fujinkai, medan ogifta kvinnor inskrevs i Japanska Kvinnors Frivilliga Arbetskår. 
Barn och ungdomar indoktrinerades i Yokusan Sonendan.